# Sima del Elefante
La Sima del Elefante, o Trinchera del Elefante (TE) es un antiguo aven formado en caliza del cretáceo por un río subterráneo en la sierra de Atapuerca (España). En esta sima se han descubierto dos fósiles humanos, de los más antiguos de Europa, datados en más de 1,22 Ma. Durante el Pleistoceno, el hundimiento de un pozo en la cúspide del aven permitió que se acumularan los sedimentos, convirtiéndola en una trampa natural. Su estratigrafía quedó expuesta en el siglo XIX por la construcción de una línea de ferrocarril que provocó su afloramiento.
La Sima del Elefante pertenece al sistema kárstico de la Cueva Mayor de Atapuerca. Como parte del conjunto de la sierra de Atapuerca, está clasificada como Patrimonio de la Humanidad. Su excavación comenzó en 1992 y se hizo sistemática en 1996. Además de los restos humanos, se han descubierto huesos de herbívoros trabajados, así como unas cien herramientas de piedra de modo 1 u olduvayense.
Los fósiles humanos de la Sima del Elefante permiten constatar la presencia del hombre en Europa durante el Calabriense, como atestiguan los yacimientos de la región de Orce en España, y los Pirro Nord (Italia) y Kozarnika (Bulgaria), algo más recientes. La falange fósil contribuye a explicar la evolución de la mano a lo largo de la historia del género Homo, mientras que los restos de fauna y de herramientas líticas proporcionan datos sobre los modos de vida de los primeros europeos.

## Contexto

### Descripción del yacimiento

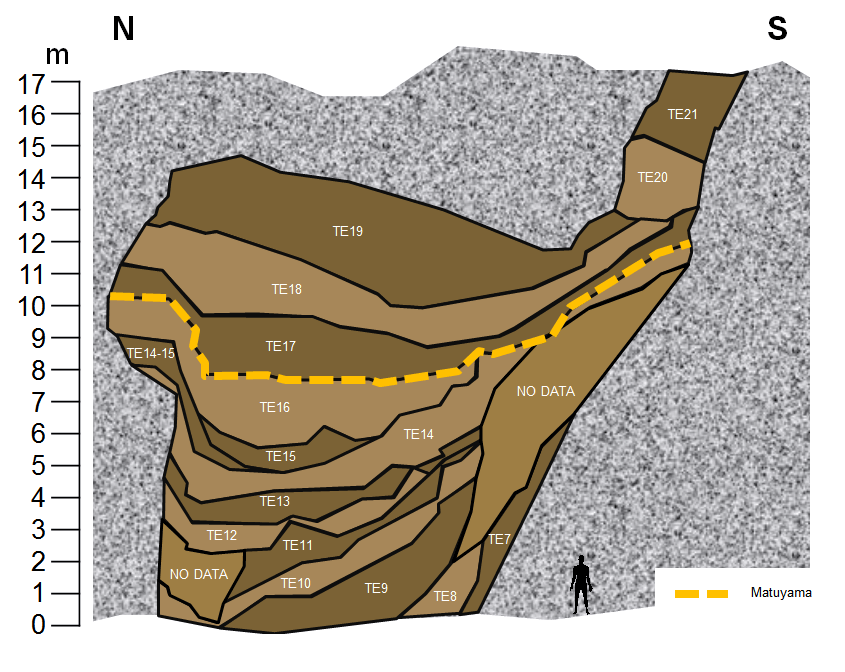
Secuencia estratigráfica de la Sima del Elefante o Trinchera del Elefante (TE). Las capas TE15 ─ TE17 son las únicas que no contienen huesos. Las herramientas de piedra han aparecido sobre todo en las capas TE9 y TE8, así como una mandíbula, un diente y una falange

Esta antigua gruta medía 18 m de alto. Atraía a los pájaros, y funcionaba como una trampa natural para los animales terrestres, lo que causó la acumulación de numerosos restos óseos que proporcionan información sobre la fauna y el clima, y facilitan su datación. Los sedimentos se encuentran en el otro extremo de la trinchera. En 1996, un sondaje bajo el nivel inferior TE7 permitió establecer la estratigrafía precisa, y mostró que el suelo de la gruta se encuentra al menos bajo 3,5 m de sedimentos. Más tarde se cavó un pozo de 8 m. La estratigrafía se reparte en 21 niveles, de los que 7 están situados por debajo del suelo. Los niveles estudiados se denominaron de TE8 a TE21.
En 2001, el descubrimiento de un molar erróneamente atribuido a un elefante, dio nombre a esta sima, aunque investigaciones posteriores demostraron que pertenecía a un rinoceronte. Poco después se descubrió un astrágalo de elefante, por lo que se conservó la denominación.

### Dataciones
La datación se complica por la inclinación de los sedimentos más bajos, así como por la mezcla de las capas precedentes, causada por los diferentes rellenos que se han producido. De hecho, su identificación se actualiza regularmente. Varios estudios proponen dataciones coherentes:
- La inversión Brunhes-Matuyama, última inversión del campo magnético terrestre solo se detecta entre las capas TE17 y TE16, lo que sitúa a las capas inferiores entre los 1,78 Ma y 0,78 Ma.[6][3][10]

- La microfauna del nivel TE9 ha podido datarse con bastante precisión alrededor de 1,4 Ma por comparación con especies de edad conocida del norte de Italia.[6][3][11]

- El método de datación más eficaz ha sido la datación por isótopos cosmogénicos de los radionúclidos 26Al y 10Be en las muestras de cuarzo. Una muestra del nivel TE9b, 40 cm por encima de la mandíbula del nivel TE9c, tiene una edad de 1,22 Ma.[11]

Por tanto, se considera que los sedimentos de los niveles TE9c e inferiores tienen, como mínimo, una edad de 1,22 Ma.

## Material

### Herramientas
Entre las capas TE8 y TE14 se encontraron más de 80 productos de la industria lítica, concentrados sobre todo en el nivel TE9. Estos artefactos son todos de modo 1 u olduvayense, realizados en sílex o arenisca, materiales disponibles en un radio de menos de 2 km. Estos útiles se encuentran entre los más antiguos encontrados en Europa, y el único encontrado en la capa T8 sería aún más antiguo. Los niveles superiores, sobre todo el TE19, produjeron otros elementos líticos de factura más moderna, de tipo 2 o achelense, e incluso de transición al modo 3 o musteriense. En estos casos, los materiales utilizados son la cuarcita y la arenisca, que se han encontrado a unos 3 km, así como el sílex. La ausencia de objetos en los niveles intermedios, del TE15 al TE17, no permite relacionar los dos tipos de manufactura observadas, ni de establecer una continuidad de la ocupación humana de esta región.

### Restos animales
La mayor parte de las osamentas se han podido identificar con certeza: se encuentran restos de Ursus doliensis, especie descubierta en la Gran Dolina, y de ursus deningeri, antepasados del oso cavernario, entre ellos un cráneo completo. También se han encontrado restos de macacos, cánidos, ciervos, caballos, Lynx issiodorensis, mamuts, zorros, comadrejas, bisontes, ciervos gigantes, jaguares europeos, hienas, varios tipos de rinoceronte, de lagomorfos y de roedores. Otros fósiles no se han podido clasificar con exactitud: restos de felinos, hipopótamos y proboscídeos.
- En las capas TE14 e inferiores se ha encontrado más de 10 000 fragmentos de hueso. Los restos de aves marinas y un hueso de pato demuestran que en el Calabriense, el lugar lindaba con una vasta extensión de agua.[6] El nivel TE9 contiene la mayor diversidad de especies. Hay restos de carnívoros, (perros, linces, jaguares, osos) y de herbívoros (mamuts, bisontes, rinocerontes, caballos, ciervos), cuyos huesos presentan numerosas fracturas frescas. Asociadas a marcas de dientes, estas roturas indican una predación natural. Pero no siempre se aprecian mordiscos, mientras que en ocasiones son visibles estrías y marcas de golpes.[6]

- Los niveles de TE15 a TE17, que no contienen ningún hueso, marcan una ruptura.[8] En los niveles recientes TE18 y TE19 vuelven a aparecer numerosos restos de animales, típicos esta vez de mediados del Chibaniense: elefantes, rinocerontes, caballos, ciervos, megaloceros, bisontes, zorros, hienas y osos de Deninger. La datación permite relacionar estos estratos con el nivel TD10 de la Gran Dolina, y el conjunto permite imaginar el entorno como un bosque húmedo con grandes llanuras más secas, idéntico al clima actual. La presencia más importante de restos de équidos en el nivel 19 subraya la existencia de grandes llanuras.[7]

- En los niveles superiores TE20 y TE21 no se ha encontrado ningún fósil todavía, y representan los estados de obturación de la cavidad.

El hombre dejó su huella en la acumulación de huesos de animales: entre los restos de fauna del nivel TE9 hay una gran proporción de herbívoros, sobre todo de bisontes. Además, las fracturas de huesos frescos para acceder a la médula y las estrías de descarnación que se aprecian en varios huesos largos, una vértebra y una mandíbula son características de actividad humana. La ausencia de esqueletos completos indica que este consumo no se hacía en la gruta, sino en su entrada.

## Fósiles humanos

### Mandíbula ATE9-1

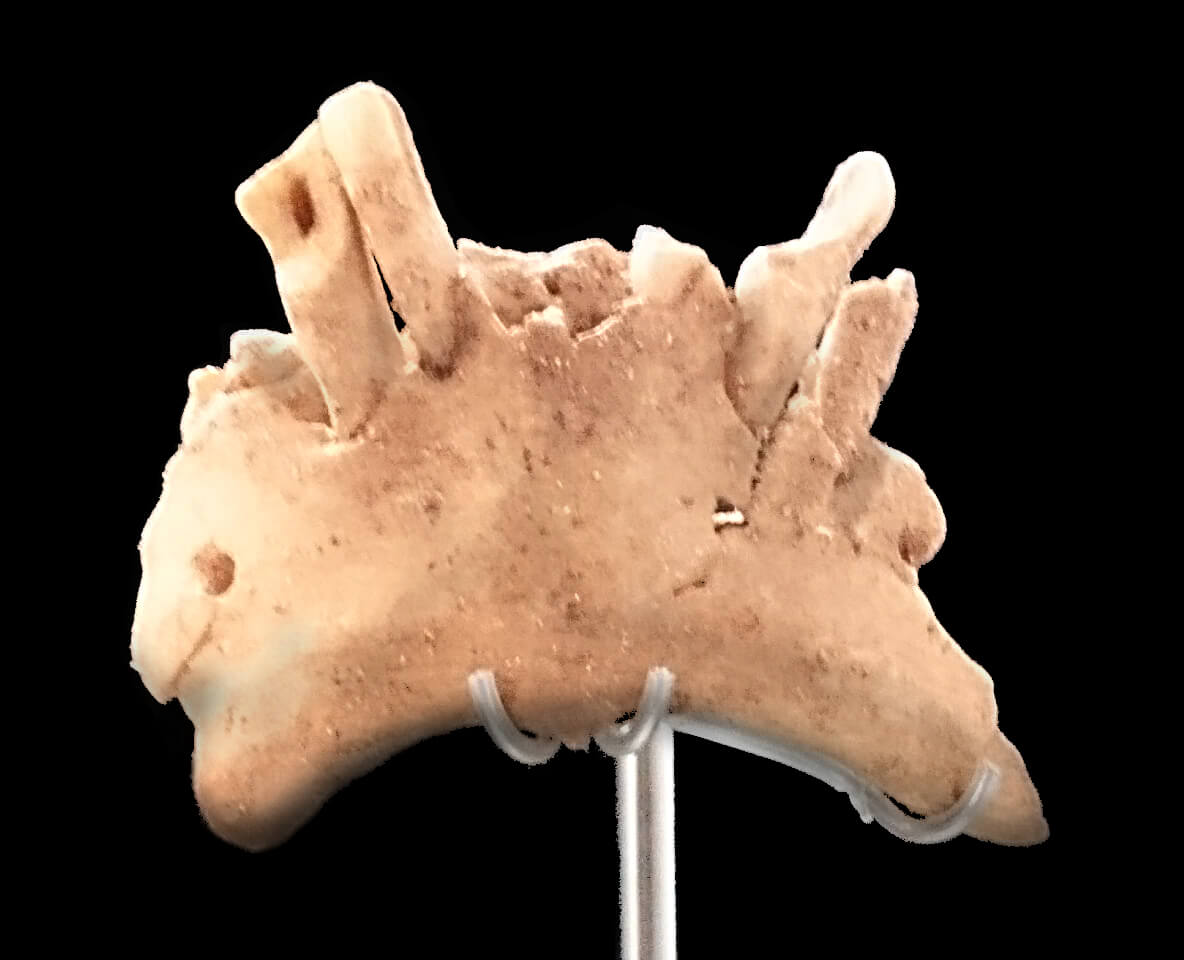
La mandíbula humana ATE9-1 de la Sima del Elefante, datada en 1,22 Ma, expuesta en el Museo de la Evolución Humana de Burgos.

En 2007, las excavaciones en el nivel TE9c produjeron un diente, y después una mandíbula humana excepcional, que todavía conserva siete dientes en su lugar. Incluso se descubrió una hipercementosis en este maxilar, lo que demuestra que su propietario, un adulto, debía sufrir enormemente. Con una edad estimada en al menos 1,22 Ma, esta mandíbula está considerada como el resto humano más antiguo de Europa.

### Falange ATE9-2
En las excavaciones de verano de 2008 se descubrió una falange en el nivel TE9c, a menos de 2 m de la mandíbula ATE9-1. Se trata de la falange proximal del meñique izquierdo de un individuo de unos 16 años, a juzgar por el desarrollo de este hueso en los humanos modernos.

### Maxilar superior TE7
En 2022 las excavaciones en el nivel TE-7 del yacimiento permitieron el hallazgo de parte de la cara (maxilar superior) de un ser humano, cuya antigüedad puede estar en torno a 1,4 millones de años. Este fósil representa el rostro humano más antiguo de Europa Occidental identificado hasta la fecha. La mayoría de los rasgos morfológicos son primitivos para el clado Homo y no muestran el aspecto moderno que exhibe el Homo antecessor. Además, TE7-1 presenta una mayor derivación en la región nasoalveolar que la de Dmanisi y otros homínidos aproximadamente contemporáneos. Sobre la base de la evidencia disponible, se han clasificado los nuevos restos humanos del nivel TE7 como Homo aff. erectus, es decir, una especie probablemente nueva, diferente pero estrechamente relacionada con Homo erectus, aunque con datos insuficientes para definir una nueva especie.

## Interpretaciones

### Presencia de los primeros humanos en Europa
La mandíbula, la falange y las herramientas líticas de la capa TE9, e incluso de la TE8, son algunos de los rastros más antiguos conocidos del hombre en el continente europeo.

### Evolución de la mano después delHomo habilis
El estudio de la mano durante la evolución del género Homo puede proporcionar información sobre las transformaciones cultural y anatómica del hombre a lo largo del tiempo. Pero la escasa cantidad de huesos de la mano en el registro fósil, en particular a principios del Pleistoceno, arroja dudas sobre el momento en que esta extremidad alcanzó su forma definitiva. Además, ya se ha constatado la mayor longitud de las falanges en el hombre de Neandertal y el hombre de Denisova con respecto a las del Homo sapiens sapiens, pero se ignora si esta diferencia está vinculada a su menor tamaño o se trata de un carácter ancestral. La falange de la Sima del Elefante aporta un elemento de comparación, ya que también es más larga que las del Homo sapiens sapiens, lo que hace pensar que fueron los hombres modernos (Homo sapiens sapiens) los que se hicieron más gráciles, y no serían los miembros de la línea de Neandertal y Denísova los que adquirieron una mayor robustez. También se aprecian diferencias notables entre la falange de la Sima del Elefante y la de australopiteco, y sin embargo es idéntica a la de otros fósiles humanos de menos de 1,4 Ma.

### Estrategias de subsistencia
Ciertos autores suponen que los hombres del Calabriense no cazaban directamente, sino que eran carroñeros dependientes de carnívoros más poderosos. No obstante, el nivel TE9c de la Sima del Elefante muestra un acceso primario a las presas de caza. Esto no impide la actividad de carroñero, aunque algunos autores consideran que dicha actividad es más peligrosa de lo que parece. En cualquier caso, es necesario un cierto grado de cooperación y sociabilidad.

### Taxonomía
El análisis morfológico comparado de la mandíbula ATE9-1 no permite atribuirla al Homo antecessor. Comparte características con los primeros Homo africanos y con el hombre de Dmanisi, al tiempo que posee otras características propias que demuestran la existencia de un grupo humano distinto. Además, la hipercementosis tiene un impacto sobre la morfología general, y dificulta la comparación de este fósil solo por su aspecto exterior.